# The Girl Who Kept Books
The Girl Who Kept Books è un cortometraggio muto del 1915 diretto da Ashley Miller.
Terzo episodio della serie Edison The Girl Who Earns Her Own Living.

## Produzione
Il film fu prodotto dalla Edison Company.

## Distribuzione
Distribuito dalla General Film Company, il film - un cortometraggio in una bobina - uscì nelle sale cinematografiche USA il 13 febbraio 1915.